# Iwanowice (gromada w powiecie miechowskim)
Iwanowice – dawna gromada, czyli najmniejsza jednostka podziału terytorialnego Polskiej Rzeczypospolitej Ludowej w latach 1954–1972.
Gromady, z gromadzkimi radami narodowymi (GRN) jako organami władzy najniższego stopnia na wsi, funkcjonowały od reformy reorganizującej administrację wiejską przeprowadzonej jesienią 1954 do momentu ich zniesienia z dniem 1 stycznia 1973, tym samym wypierając organizację gminną w latach 1954–1972.
Gromadę Iwanowice z siedzibą GRN w Iwanowicach utworzono – jako jedną z 8759 gromad na obszarze Polski – w powiecie miechowskim w woj. krakowskim, na mocy uchwały nr 24/IV/54 WRN w Krakowie z dnia 6 października 1954. W skład jednostki weszły obszary dotychczasowych gromad Iwanowice, Iwanowice Dworskie, Krasieniec Zakupny, Sułkowice, Biskupice i Poskwitów (bez miejscowości Kolonia Domiarki) ze zniesionej gminy Iwanowice w tymże powiecie. Dla gromady ustalono 27 członków gromadzkiej rady narodowej.
31 grudnia 1961 do gromady Iwanowice przyłączono obszar zniesionej gromady Narama oraz wieś Przestańsko ze zniesionej gromady Kacice.
1 stycznia 1969 do gromady Iwanowice przyłączono wsie Maszków, Widoma i Zalesie ze zniesionej gromady Widoma; z gromady Iwanowice wyłączono natomiast wieś Kozierów włączając ją do gromady Michałowice w powiecie krakowskim w tymże województwie.
Gromada przetrwała do końca 1972 roku, czyli do kolejnej reformy gminnej. 1 stycznia 1973 reaktywowano gminę Iwanowice.